# Senecio nuraniae
Senecio nuraniae là một loài thực vật có hoa trong họ Cúc. Loài này được Roldugin miêu tả khoa học đầu tiên năm 1965.